# Eurodistrict Pamina
L'« Eurodistrict Pamina » (Eurodistrikt Pamina en allemand) est un groupement européen de coopération territoriale qui a été créé le 10 janvier 1991 sous la forme d'une instance transfrontalière de coopération. Cette coopération, après avoir connu plusieurs formes juridiques, se stabilise le 23 juin 2008 en tant qu'« Eurodistrict Regio Pamina », puis le 10 décembre 2014 sous son nom actuel.
L'eurodistrict Pamina regroupe trois territoires. Premièrement, dans le land de Rhénanie-Palatinat, la Verband Region Rhein-Neckar, composée des trois arrondissements de la Route-du-Vin-du-Sud, de Germersheim et du Palatinat-Sud-Ouest, ainsi que les villes de Landau in der Pfalz et de Germersheim. Deuxièmement, dans le land de Bade-Wurtemberg, l'aire urbaine Mittlerer Oberrhein, correspondant aux arrondissements de Karlsruhe et de Rastatt ainsi qu'aux deux villes de Baden-Baden et de  Karlsruhe. Enfin, en France, les territoires impliqués sont les arrondissements de Haguenau-Wissembourg et de Saverne.

## Historique

### Prémices
La coopération transfrontalière entre l'Alsace du Nord et les régions allemandes adjacentes est timidement lancée dès la fin de la Seconde Guerre mondiale, notamment par des jumelages dont le premier unit Kandel et Reichshoffen. Des contacts plus systématiques sont pris au cours des années 1960, notamment dans le cadre du Traité d'amitié franco-allemand. Néanmoins, cette coopération ne reste que symbolique, les mémoires des blessures de la guerre restant vives.
En 1986 et 1987, des études systématiques visent à intensifier la coopération transfrontalière dans cet espace transfrontalier. Le 12 décembre 1988 est signée la « Déclaration de Wissembourg », déclaration d'intention en vue d'un programme d'action transfrontalier. C'est le sous-préfet alors en poste à Wissembourg, Rémi Sermier, qui propose le nom « Pamina », rappelant les trois territoires impliqués : « Pa » pour les territoires du Palatinat, « Mi » pour ceux de la métropole Mittlerer Oberrhein, enfin « Na » pour « Nord-Alsace », le tout rappelant le nom de l'héroïne de La Flûte enchantée.

### Création
Le 10 janvier 1991 est formellement créée l'instance transfrontalière Pamina, avec la création du point d'information InfoBeSt (« INFOrmation und BEratungsSTelle », soit « lieu d’information et de conseil »). À cette époque, côté français, les arrondissements de Haguenau et de Wissembourg sont partie prenante, mais pas celui de Saverne, qui ne rejoint le groupement qu'en 1995,,.
L'accord de Karlsruhe est signé le 23 janvier 1996, facilitant les possibilités de coopération transfrontalière entre les collectivités locales luxembourgeoises, allemandes, suisses et françaises. Dans la foulée, le 18 avril 1997, est signé à Wissembourg l'accord de coopération portant sur la création de la Communauté de travail Pamina, dont les statuts sont politiquement validés le 20 octobre 2000. Dès le 17 décembre 2001, la volonté d'accroissement du travail commun aboutit à la signature d'une convention de coopération renforcée.
L'assemblée constituante du groupement a lieu à Wissembourg le 28 mars 2003. Ce groupement devient officiellement un eurodistrict le 23 juin 2008 sous le nom d'« Eurodistrict Regio Pamina », nom simplifié le 10 décembre 2014 en « Eurodistrict Pamina », dont l'assemblée constituante a lieu le 11 janvier 2017 à Haguenau. En janvier 2011, les locaux administratifs de l'eurodistrict sont implantés dans les locaux des anciennes douanes françaises de Lauterbourg,.

## Territoire
L'eurodistrict Pamina regroupe trois territoires. Premièrement, dans le land de Rhénanie-Palatinat, la Verband Region Rhein-Neckar, composée des trois arrondissements de la Route-du-Vin-du-Sud, de Germersheim et du Palatinat-Sud-Ouest, ainsi que les villes de Landau in der Pfalz et de Germersheim. Deuxièmement, dans le land de Bade-Wurtemberg, l'aire urbaine Mittlerer Oberrhein, correspondant aux arrondissements de Karlsruhe et de Rastatt ainsi qu'aux deux villes de Baden-Baden et de  Karlsruhe. Enfin, en France, le territoires impliqués sont les arrondissements de Haguenau-Wissembourg et de Saverne.

## Missions
La mission de l'eurodistrict est d'« animer le territoire, d’accompagner les acteurs transfrontaliers et [de] promouvoir et de développer la  coopération transfrontalière pour le bien-être des citoyens ».

Réalisations de l'eurodistrict Pamina
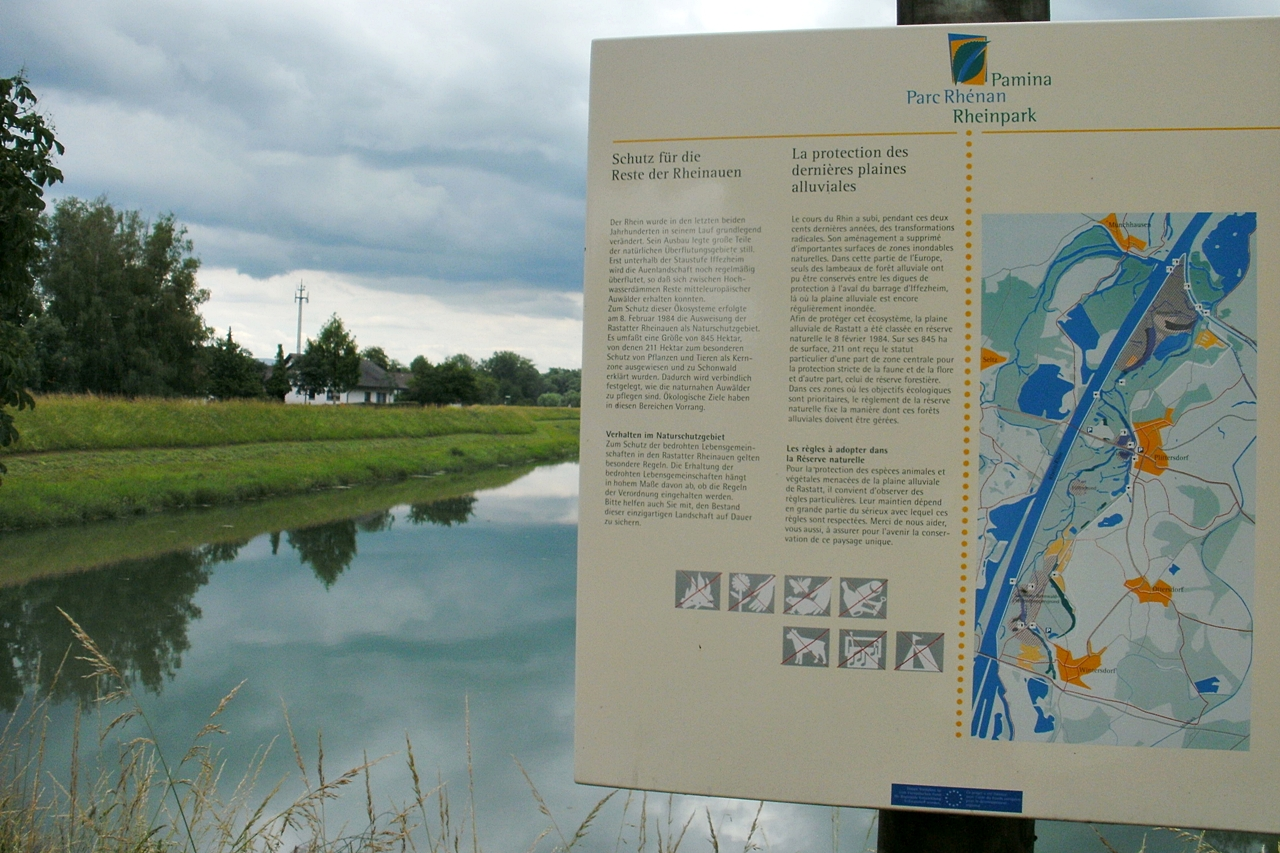
Panneau d'information bilingue estampillé « Pamina ».
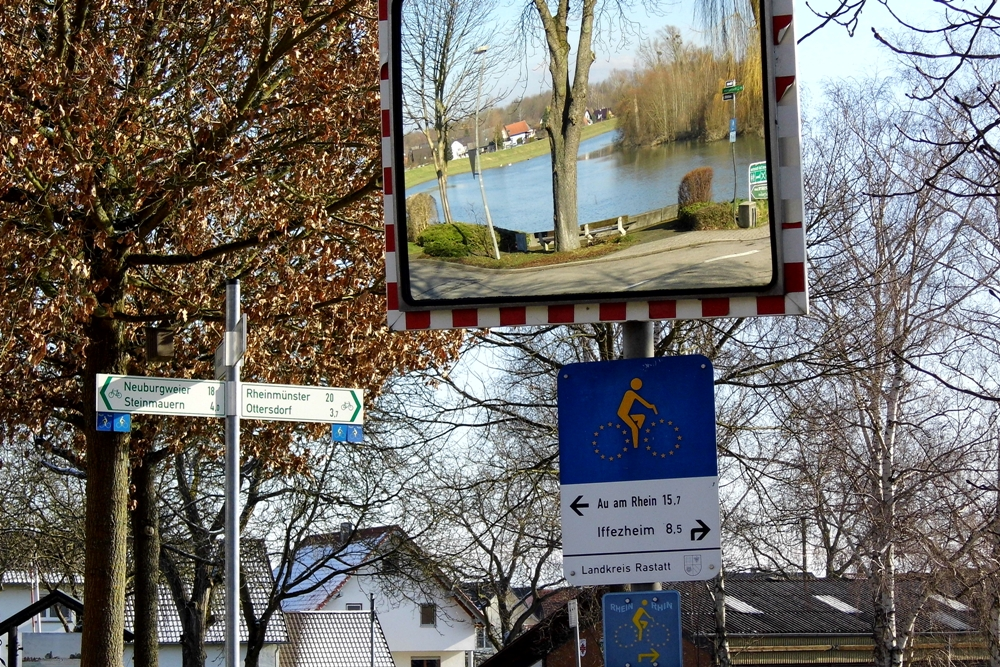
Un itinéraire cyclable mis en place dans le cadre de Pamina.
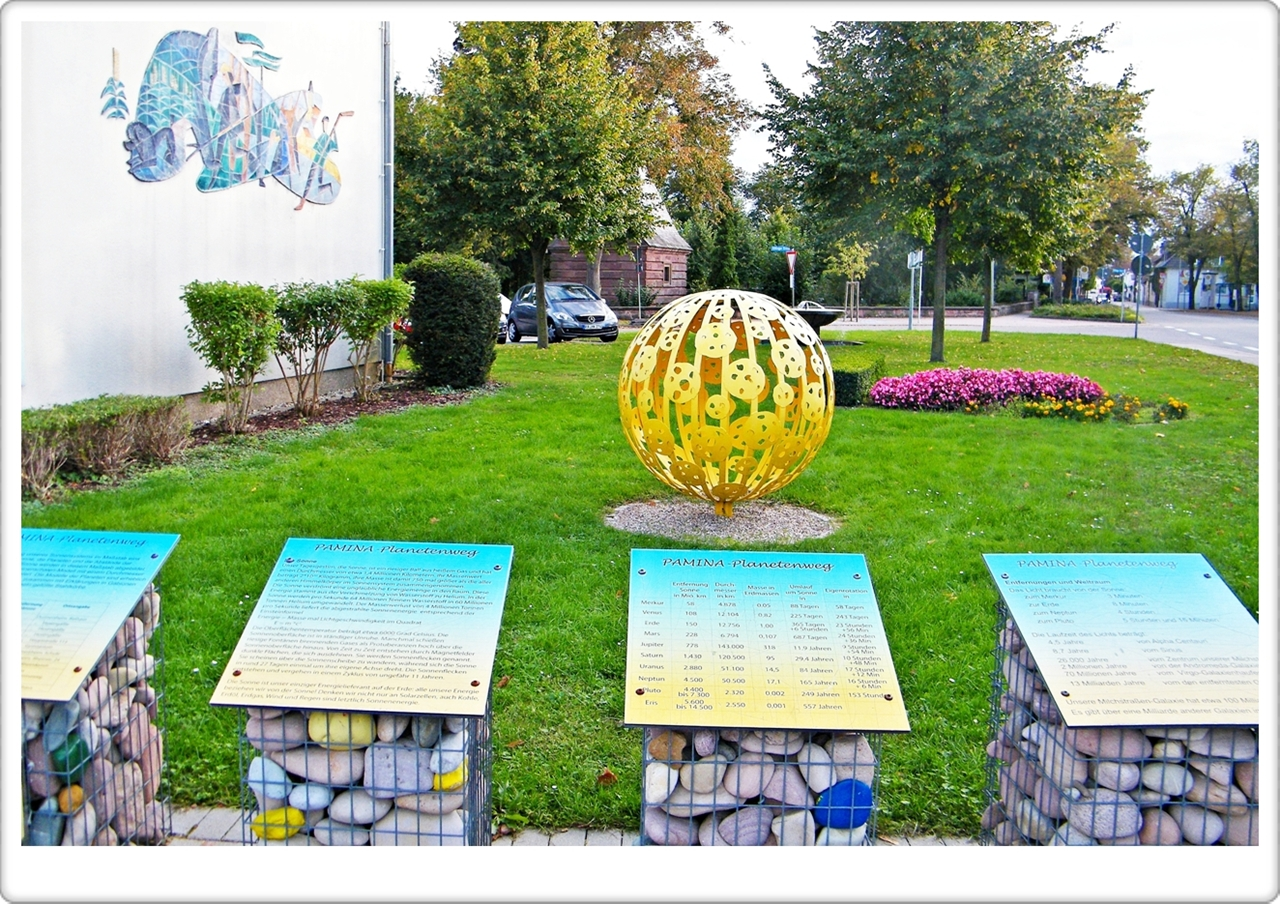
Maquette du soleil située devant la mairie de Durmersheim, au cœur d'un sentier des planètes située dans le Pamina-Rheinpark.

### Aménagement
Le territoire est notamment compétent en matière de planification territoriale, par exemple pour l'aménagement d'itinéraires cyclables transnationaux comme le circuit « Parc Rhénan Nord » inauguré le 8 septembre 2020. Un autre exemple est la centrale d'épuration des eaux de Wissembourg traitant les rejets de trente communes allemandes et françaises.

### Emploi
La mission de l'eurodistrict vise aussi à prendre en compte le statut particulier des travailleurs transfrontaliers, pour leur faciliter les démarches administratives ou les actes de première nécessité, par exemple les tests Covid. Lors de sa création, une des problématiques principales auxquelles le territoire est confronté est en effet le chômage croissant du côté français.

### Santé
De 2019 à 2022, le projet « Pamina Gesundheitsversorgung » est mis en place à l'hôpital de Wissembourg, situé en France mais à moins d'un kilomètre de la frontière avec le Palatinat. Vingt-deux partenaires allemands et français cofinancent la convergence des soins de manière à pouvoir accueillir des mères allemandes comme françaises dans la maternité ; en contrepartie, les urgences neurochirurgicales sont traitées à la Clinique municipale de Karlsruhe (de) et les soins orthopédiques conservateurs à l'hôpital de Bad Bergzabern. Ce projet, d'un coût prévisionnel de 650 000 euros environ, est pris en charge à hauteur de près de quatre cent mille euros par les différents organismes partenaires, dont 26 000 par l'eurodistrict, chef de file du projet,.

### Sport
Des compétitions sportives binationales sont également organisées par l'eurodistrict, notamment un triathlon annuel à partir de 2022, dont la partie cycliste est transfrontalière.

## Organes et fonctionnement

### Statut
L’eurodistrict Pamina est un établissement public. Côté français, il prend la forme d’un syndicat mixte régi par les dispositions des articles L.5721-1 et suivants du Code général des collectivités territoriales. En droit européen, l'eurodistrict est un groupement européen de coopération territoriale.

### Président
Rémi Bertrand, conseiller départemental du Bas-Rhin puis conseiller d'Alsace, élu lors de l'assemblée constituante, est le premier président de l'eurodistrict. il reste en poste durant un peu plus de quatre ans. Le mandat prévu est de trois années, mais la pandémie de Covid-19 a prolongé son mandat jusqu'au 20 mai 2021. L'assemblée tenue ce jour-là au château de Stutensee (de) élit Christoph Schnaudigel (de), landrat de Karlsruhe, comme nouveau président. Le 19 avril 2024, Dietmar Seefeldt, Landrat de l'Arrondissement de la Route-du-Vin-du-Sud, succède à Christoph Schnaudigel à la présidence de l'Eurodistrict. Victor Vogt, conseiller d'Alsace et maire de Gundershoffen, en est le premier vice-président.

### Secrétariat général
Patrice Harster était le premier directeur général de l'eurodistrict de juillet 2003 jusqu'en août 2024,. Le nouveau directeur, Frédéric Siebenhaar, exerce cette fonction depuis janvier 2025.

### Organisation
L'équipe du groupement européen de coopération territoriale comprend dix personnes en 2025.

### Financement
De 1991 à 2008, environ trente millions d'euros sont attribués à l'eurodistrict Pamina par l'intermédiaire des fonds Interreg, permettant le financement de cent cinquante projets environ.
Néanmoins, plus de 90 % de ses ressources sont apportées par les contributions de ses membres.

## Compléments